# Coria (kommunhuvudort)
Coria är en kommunhuvudort i Spanien.   Den ligger i provinsen Provincia de Cáceres och regionen Extremadura, i den centrala delen av landet, 250 km väster om huvudstaden Madrid. Coria ligger 192 meter över havet och antalet invånare är 12 896.
Terrängen runt Coria är platt norrut, men söderut är den kuperad. Coria ligger nere i en dal som går i öst-västlig riktning. Runt Coria är det ganska glesbefolkat, med 36 invånare per kvadratkilometer. Coria är det största samhället i trakten. Trakten runt Coria består till största delen av jordbruksmark.